# تلگراف مهمانی
تلگراف مهمانی (انگلیسی: Party Wire) فیلمی در ژانر رمانتیک کمدی به کارگردانی ارله سی کنتون محصول سال ۱۹۳۵ کشور ایالات متحده آمریکا است.

## بازیگران
- جین آرتور
- ویکتور جوری
- Helen Lowell
- Robert Allen
- چارلی گریپوین
- کلارا بلندیک
- Geneva Mitchell
- Maude Eburne
- مت مک‌هیو
- اسکار آپفل
- Robert Middlemass
- والتر برنان
- Louise Carter
- لیف مک‌کی
- لیلیان هارمر
- لان پاف
- امرسون تریسی